# 基森

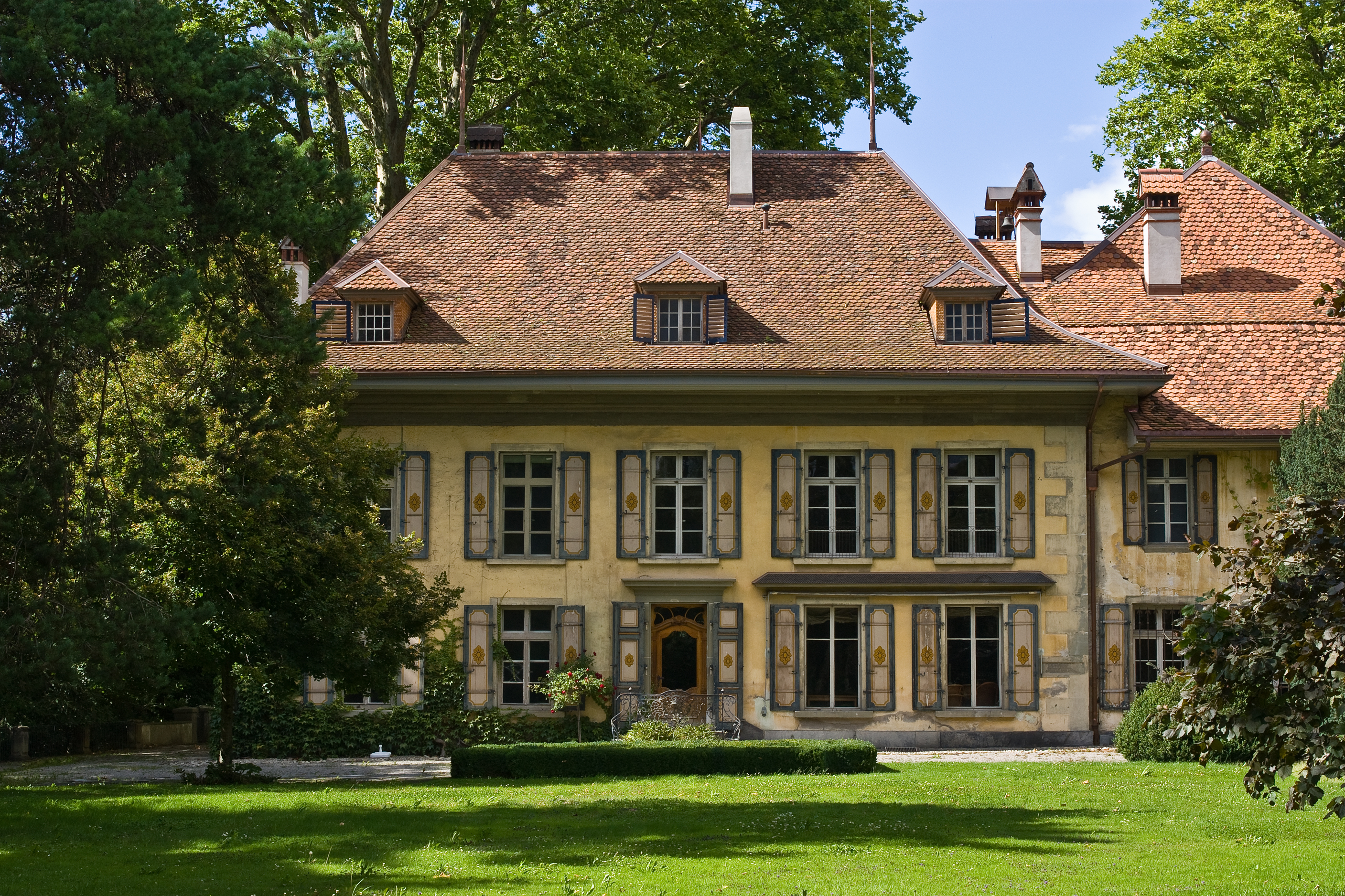

基森是瑞士的城鎮，位於該國中西部，由伯恩州負責管轄，面積4.68平方公里，海拔高度547米，2011年人口870，七成半人口信奉基督教，人口密度每平方公里186人。